# Rock 'n' Soul
Albums de Solomon Burke
Solomon Burke
(1962) The Rest of Solomon Burke
(1965)
Rock 'n' Soul est un album de Solomon Burke, sorti en 1964.

## L'album
Sept titres de l'album sont entrés dans le Billboard entre 1961 et 1964 : 
| Titre                                   | Année dans les charts | Hot R&B/Hip-Hop Songs | Billboard Hot 100 | Hot Adult Contemporary Tracks |
| --------------------------------------- | --------------------- | --------------------- | ----------------- | ----------------------------- |
| Just Out of Reach (Of My Two Open Arms) | 1961                  | #7                    | #24               | #6                            |
| Cry to Me                               | 1962                  | #5                    | #44               |                               |
| Can't Nobody Love You                   | 1963                  |                       | #66               |                               |
| If You Need Me                          | 1963                  | #2                    | #37               |                               |
| You're Good for Me                      | 1963                  | #8                    | #49               |                               |
| Goodbye Baby (Baby Goodbye)             | 1964                  | #33                   | #33               |                               |
| He'll Have to Go                        | 1964                  | #51                   | #51               |                               |

L'album fait partie des 1001 albums qu'il faut avoir écoutés dans sa vie.

### Titres
1. Goodbye Baby (Baby Goodbye) (Wes Farrell, Bert Russell) (3:16)
2. Cry to Me (Russell) (2:27)
3. Won't You Give Him (One More Chance) (Joe Martin, Winfield Scott) (2:31)
4. If You Need Me (Robert Bateman, Wilson Pickett, Sonny Sanders) (2:29)
5. Hard, Ain't It Hard (Woody Guthrie) (2:45)
6. Can't Nobody Love You (James Mitchell) (2:30)
7. Just Out of Reach (Virgil Stewart) (2:46)
8. You're Good for Me (Don Covay, Horace Ott) (2:45)
9. You Can't Love Them All (Bert Berns, Jerry Leiber, Mike Stoller) (2:40)
10. Someone to Love Me (Burke) (2:59)
11. Beautiful Brown Eyes (Burke, Russell) (3:42)
12. He'll Have to Go (Audrey Allison, Joe Allison) (3:16)

### Musicien
Seul Solomon Burke est crédité au chant.